# Revenue
Revenue est un cheval de course suédois, né en 1996, mort le 30 juillet 2025, fils de Rêve d'Udon et de Hazel Sund (par Sugarcane Hanover). Il appartenait à Stall Revenue et était entraîné et drivé par Lufti Kolgjini. Il participait aux courses de trot.

## Carrière de courses
Issu du champion français Rêve d'Udon et d'une jument suédoise d'ascendance américaine, Revenue est invaincu et leader de sa promotion à 2 ans en Suède, où il est élu cheval de l'année. Il remporte cette année-là le Svensk Uppfödningslöpning, le classique des 2 ans, en établissant le record 1'16"7 sur 2 140 m.
À 3 ans, il gagne le Derbyhoppet, ou Derby des 3 ans. À 4 ans, il signe un nouveau record pour son âge dans la Fyaäringslopp (1'11"8) et gagne le Swedish Breeder's Trophy.
En 2001, il tente sa chance à l'étranger et termine deuxième du Palio des communes en Italie. L'année suivante, il remporte le Grand prix de Rome, puis fait sensation sur l'hippodrome de Vincennes en s'adjugeant le Prix de l'Île-de-France pour ses débuts au trot monté, en janvier 2003. Vainqueur de la Coupe du Monde de Trot cette année-là, il devient l'un des meilleurs chevaux du monde jusqu'à son retrait, s'imposant dans huit pays différents. Durant ces deux années, il s'est adjugé quelques-unes des plus belles épreuves du calendrier européen, réalisant des doublés dans la Copenhagen Cup et l'Elite-Rennen, devançant des champions tels que Victory Tilly ou Gidde Palema. Il achève sa carrière fin 2004, après une campagne américaine couronnée de succès, au cours de laquelle il défait les meilleurs chevaux du pays dans le Nat Ray et le Allerage Farms Series.

### Palmarès

#### Principales victoires
Monde
- Coupe du Monde de Trot (2003)

 Suède
- Hugo Abergs Memorial (2003)
- Svensk Uppfödningslöpning (1998)
- Derbyhoppet (1999)
- Gulddivisionen Final (2004)
- 3e Sprinter Mästaren (2000)
- 3e Frances Bulwarks Lopp (2002)
- 4e Elitloppet (2004)
- 5e Elitloppet (2003)

 France
- Prix de l'Île-de-France (2003)
- Grand Prix du Conseil Général des Alpes Maritimes (2003)
- 3e Grand critérium de vitesse de la Côte d'Azur (2004)
- 3e Grand Prix du Conseil Général des Alpes Maritimes (2004)

 Allemagne
- Elite-Rennen (2003, 2004)

 Italie
- Grand Prix de Rome (2002, 2003)
- 2e Palio dei Communi (2001)

 Danemark
- Copenhague Cup (2004)
- 2e Copenhague Cup (2003)

 États-Unis
- Nat Ray (2004)
- Allerage Farms Series (2004)

 Norvège
- 2e Forus Open (2002)

 Canada
- 3e Maple Leaf Trot (2004)

## Au haras
Après une première saison de monte en Suède, Revenue est vendu pour 3 millions de dollars comme étalon aux États-Unis. Lorsqu'il s'installe au haras de Perretti Farms, Revenue est alors le seul étalon d'ascendance mâle française officiant sur le sol américain. Il y reste jusqu'en 2011, quand il est envoyé en Suède puis en Norvège, tout en officiant par semence congelée en Nouvelle-Zélande. Il fait à nouveau la monte en Suède en 2016.
Revenue a connu une réelle réussite aux États-Unis, se classant parmi les dix premiers étalons américains en 2012, et donnant plusieurs champions, à commencer par le crack Market Share 1'08 (Hambletonian, Breeders' Crown, Canadian Trotting Classic, Maple Leaf Trot, deuxième du John Cashman, Jr. Memorial, 3 ans de l'année en 2012, et l'un des quinze chevaux les plus riches de l'histoire des courses mondiales, et l'un des quinze plus rapides de tous les temps, ex-détenteur du record du monde du mile sur piste de 1 000 mètres et seul vainqueur de l'Hambletonian d'ascendance française), mais aussi Break The Bank K 1'09, lauréat de la Breeders' Crown des 3 ans, Whiskey Tax 1'10, deuxième de l'Hambletonian ou Hot Shot Blue Chip 1'09, deuxième de la Breeders' Crown. En Europe, il est le père du champion suédois Reven d'Amour 1'09, vainqueur en Europe du Championnat européen des 3 ans, du St. Michel Ajo et du Fyraåringseliten et 5e de l'Elitloppet, 2e du Maple Leaf Trot au Canada et 3e du Nat Ray aux États-Unis.

## Origines
| Origines de Revenue | Origines de Revenue | Origines de Revenue | Origines de Revenue |
| ------------------- | ------------------- | ------------------- | ------------------- |
| Père Rêve d'Udon    | Ejakval             | Kerjacques          | Quinio              |
| Père Rêve d'Udon    | Ejakval             | Kerjacques          | Arlette III         |
| Père Rêve d'Udon    | Ejakval             | Quadrivalse         | Flocon II           |
| Père Rêve d'Udon    | Ejakval             | Quadrivalse         | Valse F             |
| Père Rêve d'Udon    | Mavia du Vivier     | Ursin L             | Mario               |
| Père Rêve d'Udon    | Mavia du Vivier     | Ursin L             | Kava Williams       |
| Père Rêve d'Udon    | Mavia du Vivier     | Traviata III        | Job                 |
| Père Rêve d'Udon    | Mavia du Vivier     | Traviata III        | Naïve L             |
| Mère Hazel Sund     | Sugarcane Hanover   | Florida Pro         | Arnie Almahurst     |
| Mère Hazel Sund     | Sugarcane Hanover   | Florida Pro         | Promissory          |
| Mère Hazel Sund     | Sugarcane Hanover   | Sugar Hanover       | Super Bowl          |
| Mère Hazel Sund     | Sugarcane Hanover   | Sugar Hanover       | Surrey Hanover      |
| Mère Hazel Sund     | Rare Chance         | Nevele Pride        | Star's Pride        |
| Mère Hazel Sund     | Rare Chance         | Nevele Pride        | Thankful            |
| Mère Hazel Sund     | Rare Chance         | Rare Scotch         | Speedster           |
| Mère Hazel Sund     | Rare Chance         | Rare Scotch         | Scotch Love         |